# Плівки Медведчука

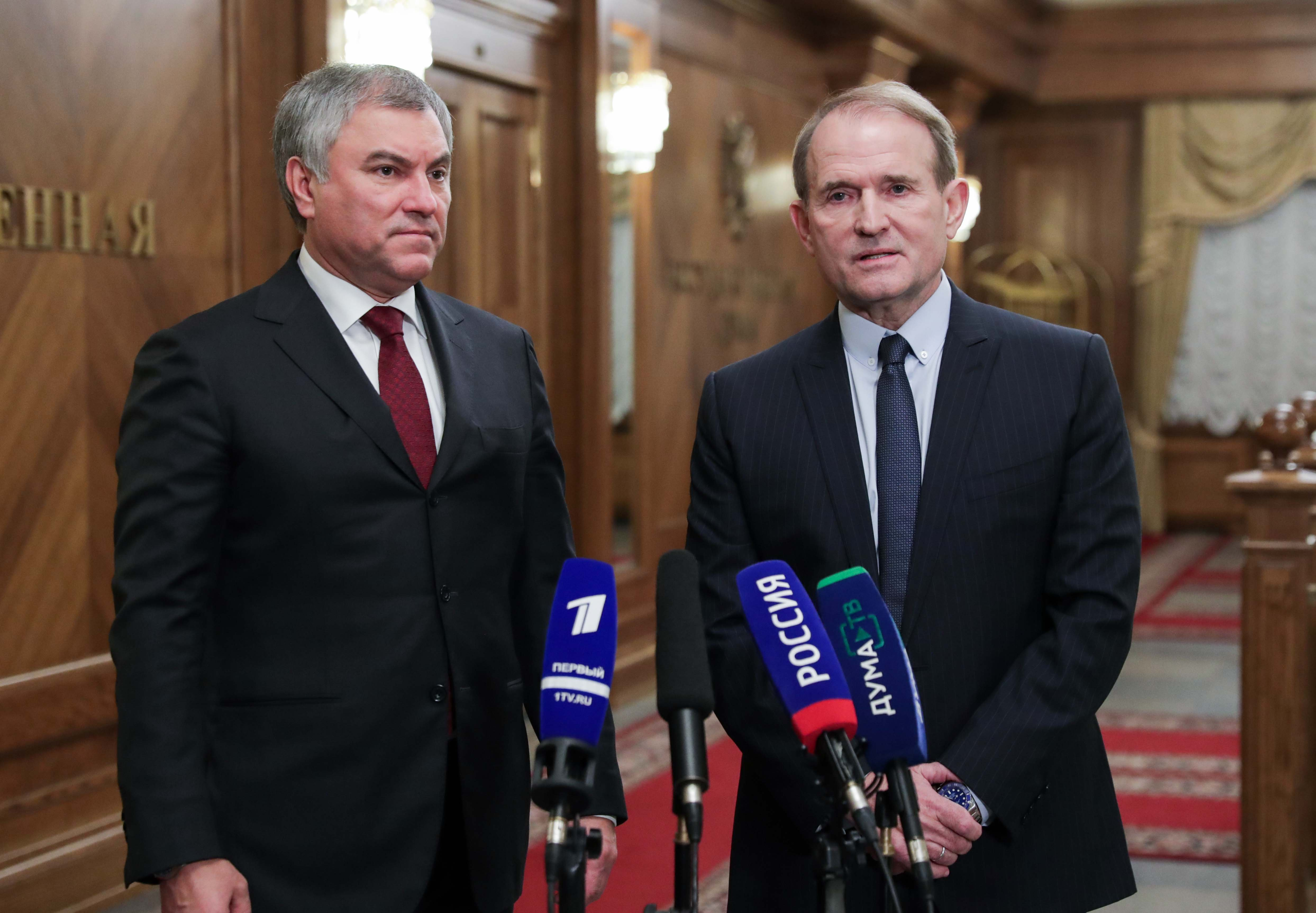
Віктор Медведчук

Плівки Медведчука (також Плівки Медведчука — Суркова) — серія оприлюднених приватних розмов Віктора Медведчука з російськими високопосадовцями та терористичними ватажками, які мали місце впродовж 2014 — 2017 років. 13 червня 2021 року youtube-канал Bihus info оприлюднив усі доступні йому 35 годин записів розмов Віктора Медведчука.
Оприлюднюються українськими ЗМІ та виданнями журналістських розслідувачів з лютого 2021 року.

## Історія
25 лютого в українських ЗМІ з'явилось повідомлення про аудіозапис розмови Володимира Медведчука та помічника президента РФ Владислава Суркова 2014 року. Під час розмови обговорювалось постачання електроенергії до Криму та обмін полоненими неоголошеної російсько-української війни. Зокрема, вирішувалося питання щодо їх кількості. При цьому Сурков називав терористичними угрупування в ОРДЛО «ці наші там підопічні» і обіцяв посприяти обміну.
Журналісти Bihus.info стверджують, що записи телефонних розмов Медведчука Служба безпеки України мала у своєму розпорядженні ще з 2014 року. 

## Характеристика
З червня 2014 року Медведчук мав статус перемовника з бойовиками від імені Адміністрації Президента України. У розмові з Олексієм Карякіним Медведчук вказував: «Я це все роблю на прохання Путіна і на прохання Порошенка, але до Порошенка і цих офіційних дій я жодного стосунку не маю». Водночас він впливав на бойовиків у травні 2014-го після першого візиту візит в окупований Донецьк. Пізніше в розмові з «Дімою» Медведчук встановлює прямі контакти з терористичними ватажками.
Роль перемовника з «ДНР» і «ЛНР» Медведчуку визначила російська виконавча влада. Водночас українська влада не заперечувала проти цього.